# تور هونیه ارای
تور هونیه آرای (انگلیسی: Tor Hogne Aarøy؛ زادهٔ ۲۰ مارس ۱۹۷۷) بازیکن فوتبال اهل نروژ است.
از باشگاه‌هایی که در آن بازی کرده‌است می‌توان به باشگاه فوتبال جف یونایتد ایچیهارا چیبا، باشگاه فوتبال روزنبورگ، و باشگاه فوتبال السوند اف. کی اشاره کرد.